# 武蔵野三十三観音霊場
武蔵野三十三観音霊場（むさしのさんじゅうさんかんのんれいじょう）は、東京都および埼玉県にある34の寺院（番外1つを含む）からなる観音霊場である。寺院毎にご詠歌がある。
また、秩父札所三十四観音霊場、狭山三十三観音霊場と合わせて、「武蔵の国百観音」と呼ばれることがある。

## 概要
1940年（昭和15年）、郷土史家の柴田常恵による開創の比較的新しい霊場である。各寺院は西武鉄道（旧武蔵野鉄道）の沿線の東京都・埼玉県の各市町村にある（名称に「武蔵野」がつくが武蔵野市内の寺院で霊場となっているところは無い）。
1993年（平成5年）4月2日に武蔵野三十三観音霊場会が再結成され、公式サイトも開設されている。また、ガイドブックが刊行されている。

## 霊場一覧
| No.  | 山号     | 山号の読み       | 寺号（括弧は通称）     | 寺号の読み     | 宗派           | 本尊         | 札所本尊   | 所在地                      |
| ---- | -------- | ---------------- | ---------------------- | -------------- | -------------- | ------------ | ---------- | --------------------------- |
| 1    | 東高野山 | ひがしこうやさん | 長命寺                 | ちょうめいじ   | 真言宗豊山派   | 十一面観音   |            | 東京都練馬区高野台3-10-3    |
| 2    | 豊嶋山   | としまさん       | 道場寺                 | どうじょうじ   | 曹洞宗         | 釈迦如来     | 聖観音     | 東京都練馬区石神井台1-16-7  |
| 3    | 亀頂山   | きちょうざん     | 三寳寺                 | さんぼうじ     | 真言宗智山派   | 不動明王     | 如意輪観音 | 東京都練馬区石神井台1-15-6  |
| 4    | 光明山   | こうみょうざん   | 如意輪寺               | にょいりんじ   | 真言宗智山派   | 大日如来     | 如意輪観音 | 東京都西東京市泉町2-15-7    |
| 5    | 寳塔山   | ほうとうざん     | 多聞寺                 | たもんじ       | 真言宗智山派   | 毘沙門天     | 十一面観音 | 東京都東久留米市本町4-13-16 |
| 6    | 安松山   | あんしょうざん   | 全龍寺                 | ぜんりゅうじ   | 曹洞宗         | 釈迦如来     | 一葉観音   | 東京都清瀬市中清戸1-524     |
| 7    | 福寿山   | ふくじゅさん     | 徳蔵寺                 | とくぞうじ     | 臨済宗大徳寺派 | 白衣観音     |            | 東京都東村山市諏訪町1-26-3  |
| 8    | 愛宕山   | あたごさん       | 圓乗院                 | えんじょういん | 真言宗智山派   | 錐鑽不動明王 | 如意輪観音 | 東京都東大和市狭山3-1354    |
| 9    | 野老山   | ところさん       | 實蔵院                 | じつぞういん   | 真言宗豊山派   | 大日如来     | 聖観音     | 埼玉県所沢市元町20-15       |
| 10   | 遊石山   | ゆうせきざん     | 新光寺                 | しんこうじ     | 真言宗豊山派   | 聖観音       |            | 埼玉県所沢市宮本町1-7-3     |
| 11   | 上洗山   | じょうせんざん   | 普門院                 | ふもんいん     | 真言宗豊山派   | 不動明王     | 千手観音   | 埼玉県所沢市上新井1-25-5    |
| 12   | 梅林山   | ばいりんざん     | 全徳寺                 | ぜんとくじ     | 曹洞宗         | 釈迦三尊     | 普悲観音   | 埼玉県所沢市北野2508        |
| 13   | 五庵山   | ごあんざん       | 金乗院（山口観音）     | こんじょういん | 真言宗豊山派   | 千手観音     |            | 埼玉県所沢市上山口2203      |
| 14   | 光輪山   | こうりんざん     | 妙善院                 | みょうぜんいん | 曹洞宗         | 白衣観音     |            | 埼玉県所沢市三ヶ島3-1410    |
| 15   | 吟龍山   | ぎんりゅうざん   | 松林寺                 | しょうりんじ   | 曹洞宗         | 釈迦如来     | 千手観音   | 埼玉県所沢市林2-147         |
| 16   | 妙智山   | みょうちざん     | 慈眼寺                 | じげんじ       | 曹洞宗         | 聖観音       |            | 埼玉県狭山市入間川1-9-37    |
| 17   | 福聚山   | ふくじゅざん     | 徳林寺                 | とくりんじ     | 曹洞宗         | 釈迦三尊     | 聖観音     | 埼玉県狭山市入間川2-3-11    |
| 18   | 世音山   | せおんざん       | 蓮花院（黒須観音）     | れんげいん     | 真言宗智山派   | 不動明王     | 千手観音   | 埼玉県入間市春日町2-9-1     |
| 19   | 法栄山   | ほうえいざん     | 東光寺                 | とうこうじ     | 真言宗豊山派   | 不動明王     | 聖観音     | 埼玉県入間市小谷田1437      |
| 20   | 龍岳山   | りゅうがくざん   | 龍圓寺（新久観音）     | りゅうえんじ   | 真言宗智山派   | 虚空蔵菩薩   | 千手観音   | 埼玉県入間市新久717         |
| 21   | 諏訪山   | すわさん         | 高正寺                 | こうしょうじ   | 曹洞宗         | 虚空蔵菩薩   | 聖観音     | 埼玉県入間市仏子1511        |
| 22   | 光明山   | こうみょうざん   | 圓照寺（元加治弁財天） | えんしょうじ   | 真言宗智山派   | 阿弥陀三尊   | 如意輪観音 | 埼玉県入間市大字野田158     |
| 23   | 寂光山   | じゃっこうざん   | 浄心寺（矢颪毘沙門天） | じょうしんじ   | 曹洞宗         | 阿弥陀三尊   | 十一面観音 | 埼玉県飯能市大字矢颪222     |
| 24   | 般若山   | はんにゃさん     | 観音寺                 | かんのんじ     | 真言宗智山派   | 如意輪観音   | 如意輪観音 | 埼玉県飯能市山手町5-17      |
| 25   | 梅松山   | ばいしょうざん   | 圓泉寺                 | えんせんじ     | 真言宗智山派   | 不動明王     | 十一面観音 | 埼玉県飯能市平松376         |
| 番外 | 箕輪山   | みのわさん       | 靈巖寺                 | れいがんじ     | 真言宗智山派   | 地蔵菩薩     | 聖観音     | 埼玉県日高市新堀740         |
| 26   | 高麗山   | こまさん         | 聖天院                 | しょうでんいん | 真言宗智山派   | 不動明王     | 聖観音     | 埼玉県日高市新堀990         |
| 27   | 栗原山   | りつげんざん     | 勝音寺                 | しょうおんじ   | 臨済宗建長寺派 | 千手観音     |            | 埼玉県日高市栗坪184         |
| 28   | 寶雲山   | ほううんざん     | 瀧泉寺                 | りゅうせんじ   | 真言宗智山派   | 千手観音     |            | 埼玉県日高市大字横手79-1    |
| 29   | 清流山   | せいりゅうざん   | 長念寺                 | ちょうねんじ   | 曹洞宗         | 聖観音       | 聖観音     | 埼玉県飯能市白子260         |
| 30   | 楊秀山   | ようしゅうざん   | 福徳寺                 | ふくとくじ     | 臨済宗建長寺派 | 釈迦如来     | 聖観音     | 埼玉県飯能市虎秀71          |
| 31   | 補陀山   | ほださん         | 法光寺                 | ほうこうじ     | 曹洞宗         | 地蔵菩薩     | 十一面観音 | 埼玉県飯能市坂石町分333-1   |
| 32   | 大鱗山   | たいりんざん     | 天龍寺（子の権現）     | てんりゅうじ   | 天台宗         | 子ノ聖大権現 | 十一面観音 | 埼玉県飯能市大字南461       |
| 33   | 医王山   | いおうざん       | 八王寺（竹寺）         | はちおうじ     | 天台宗         | 牛頭天王     | 聖観音     | 埼玉県飯能市大字南704       |

## ギャラリー

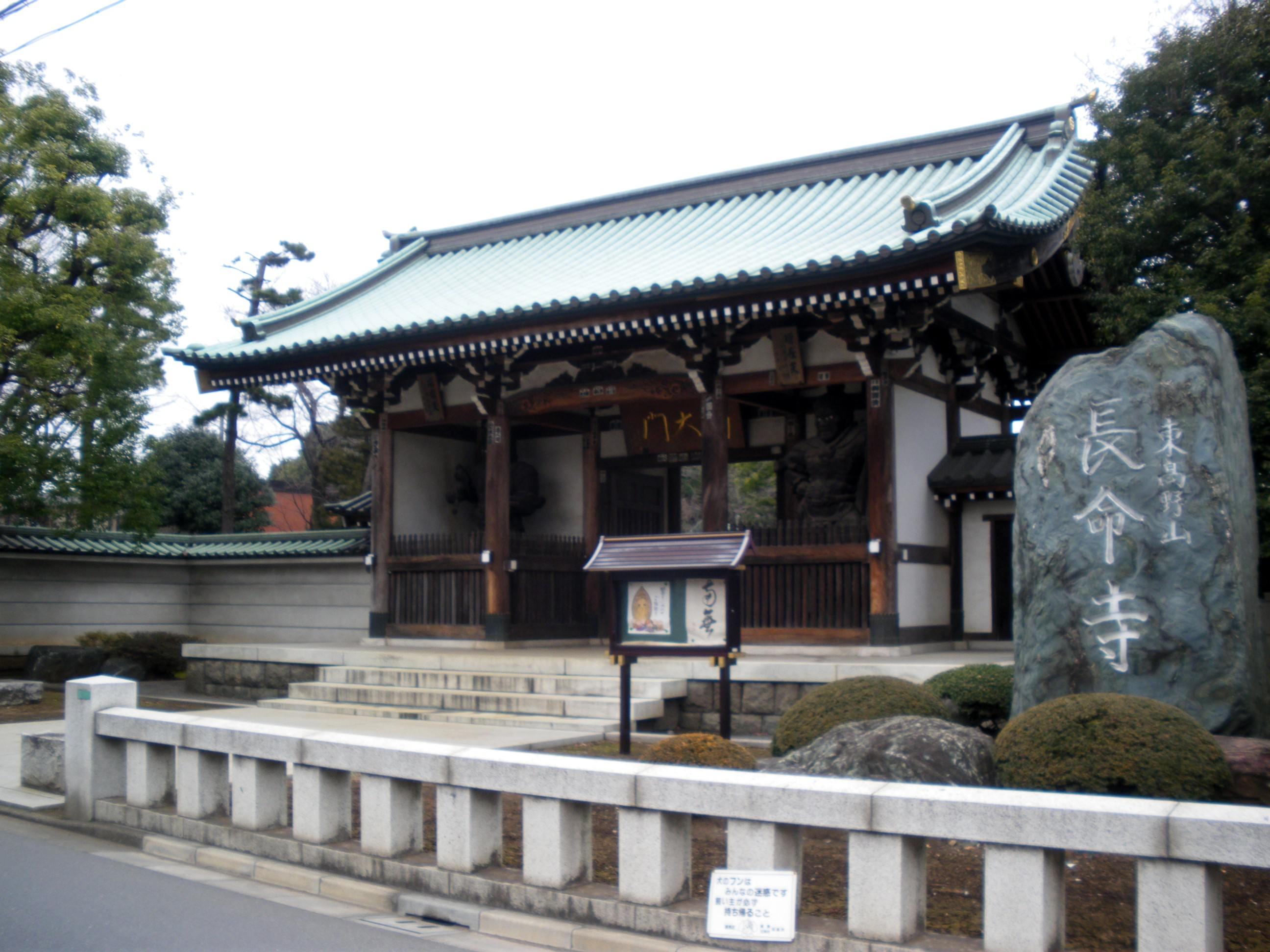
第一番 長命寺 山門
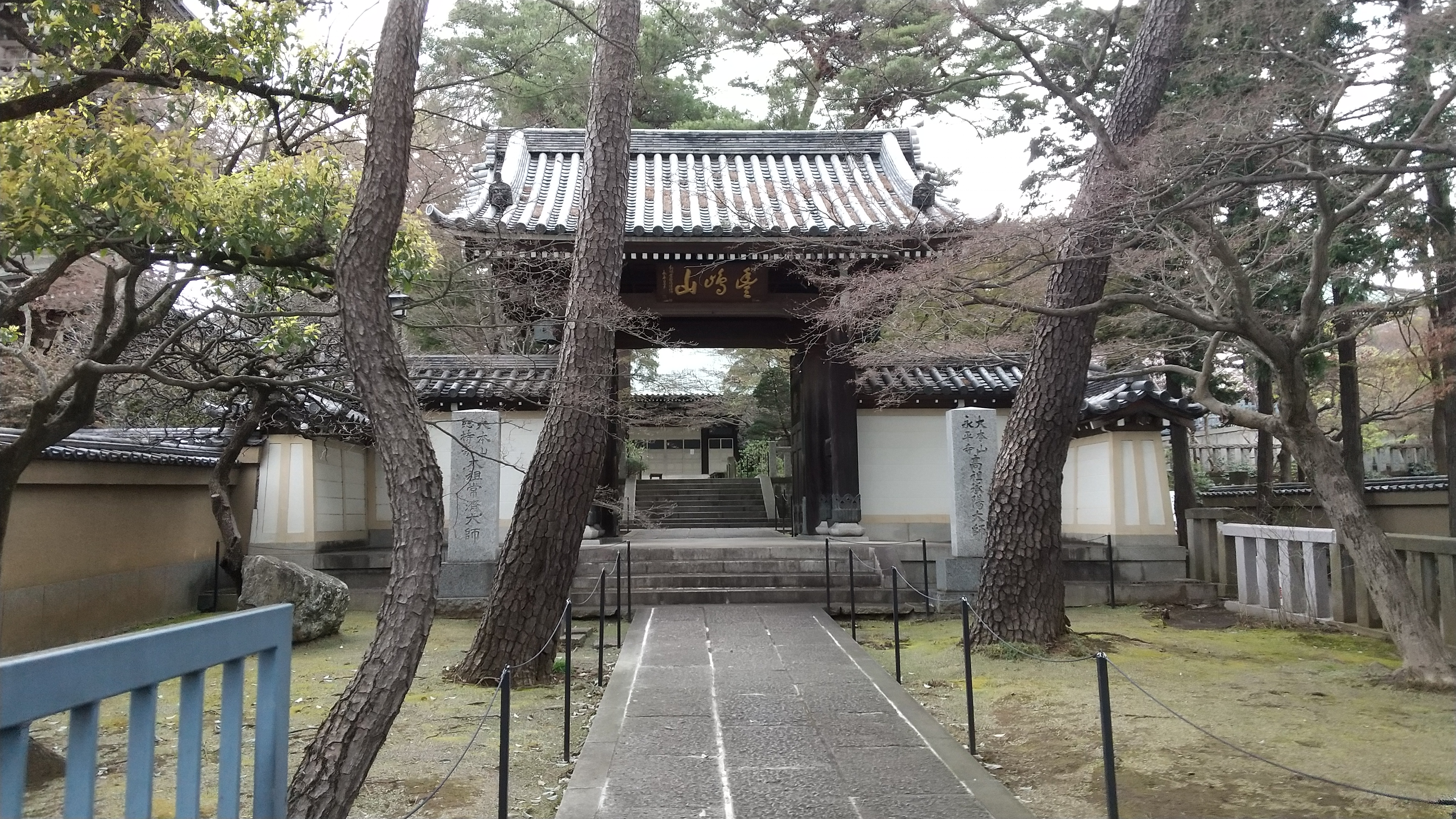
第二番 道場寺
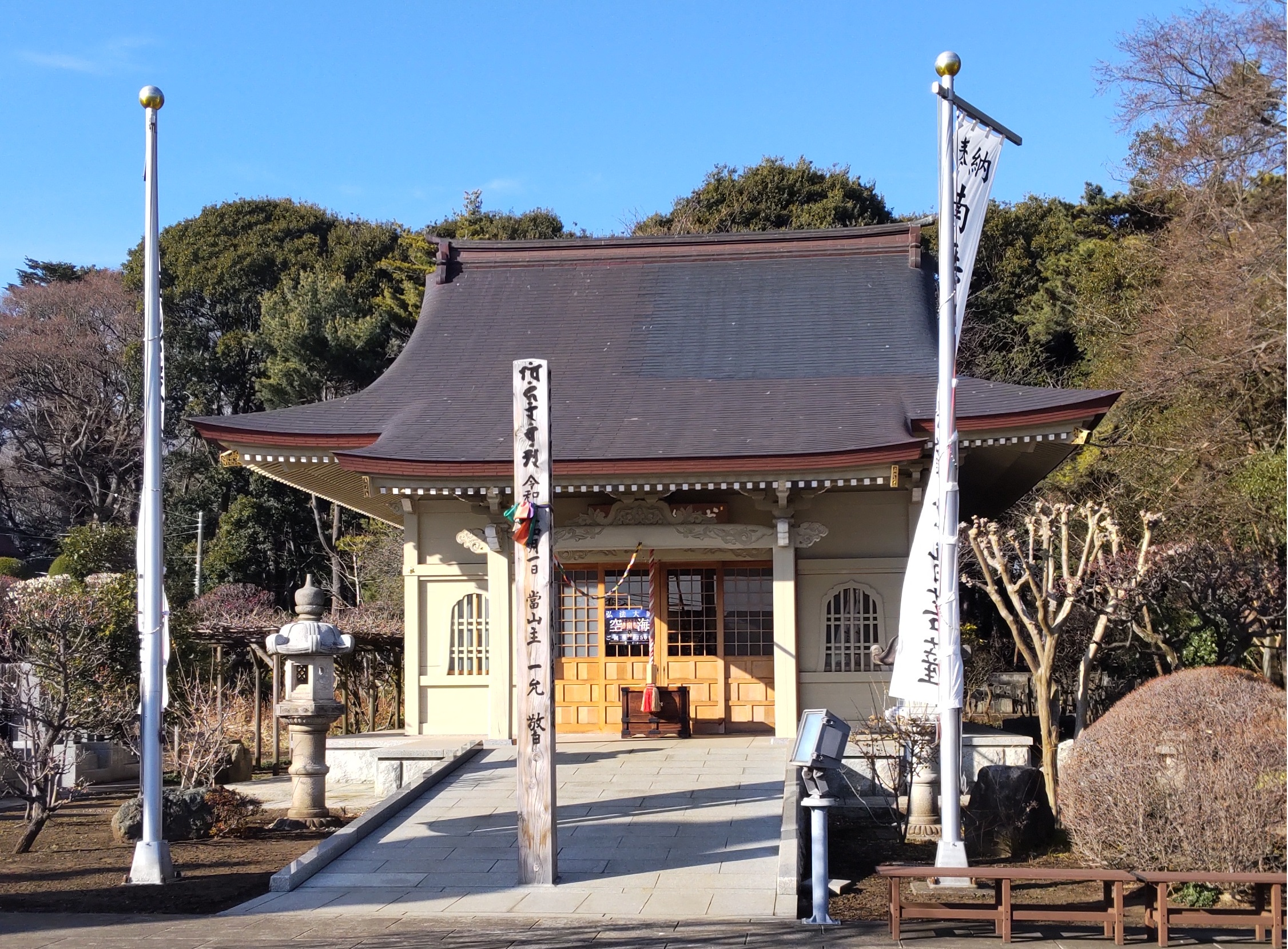
第三番 三寳寺 観音堂
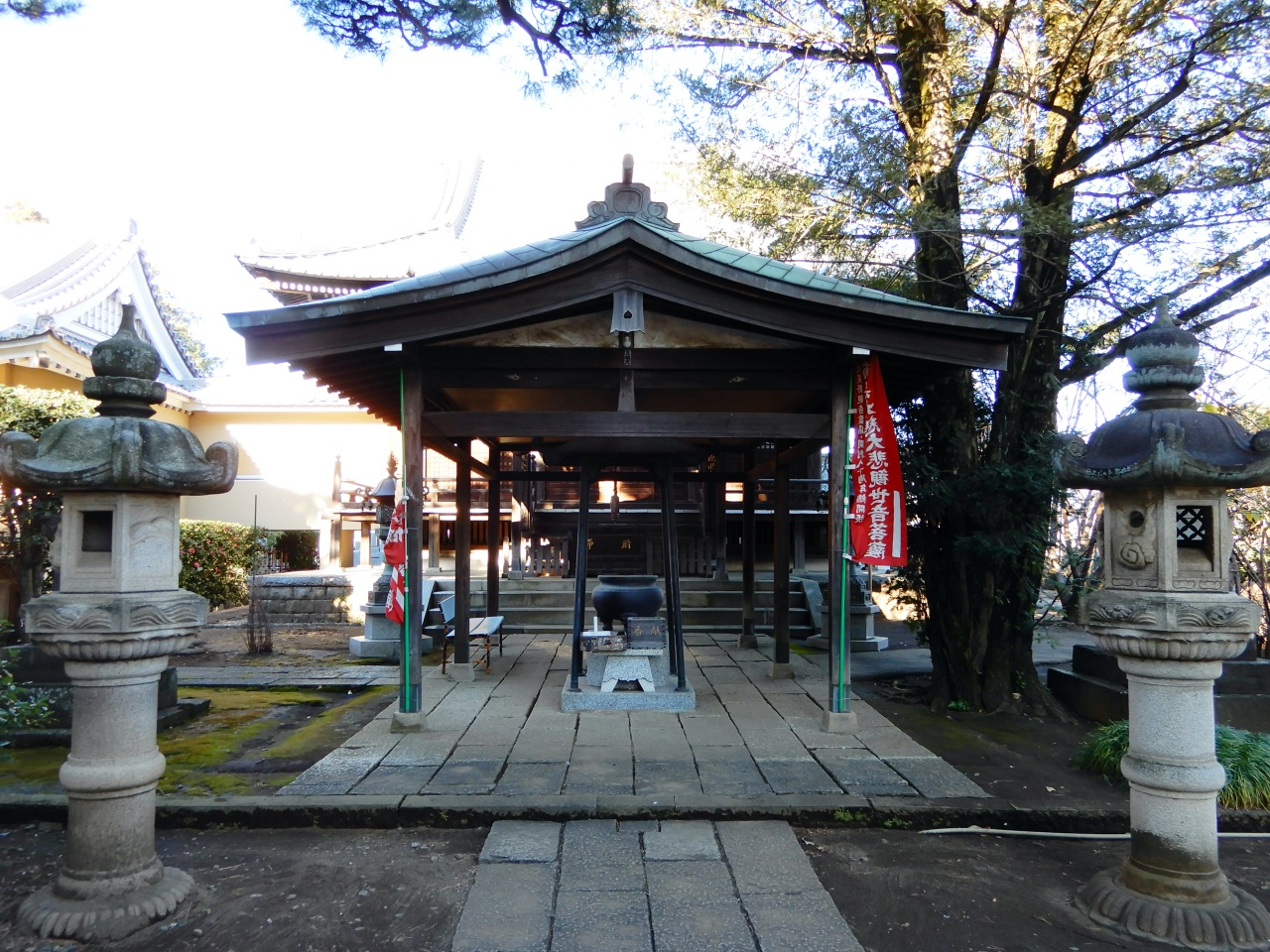
第四番 如意輪寺 観音堂
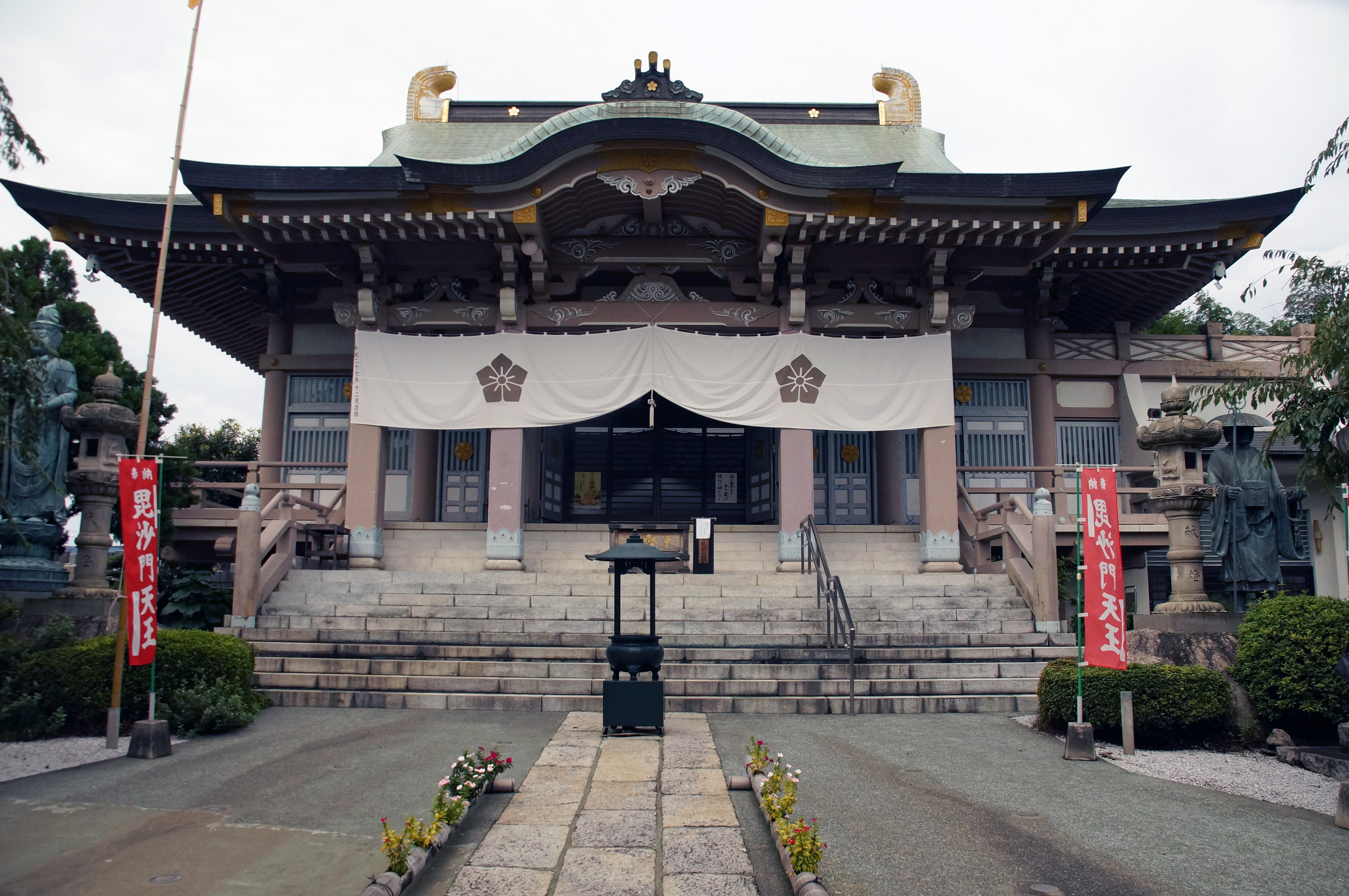
第五番 多聞寺 本堂
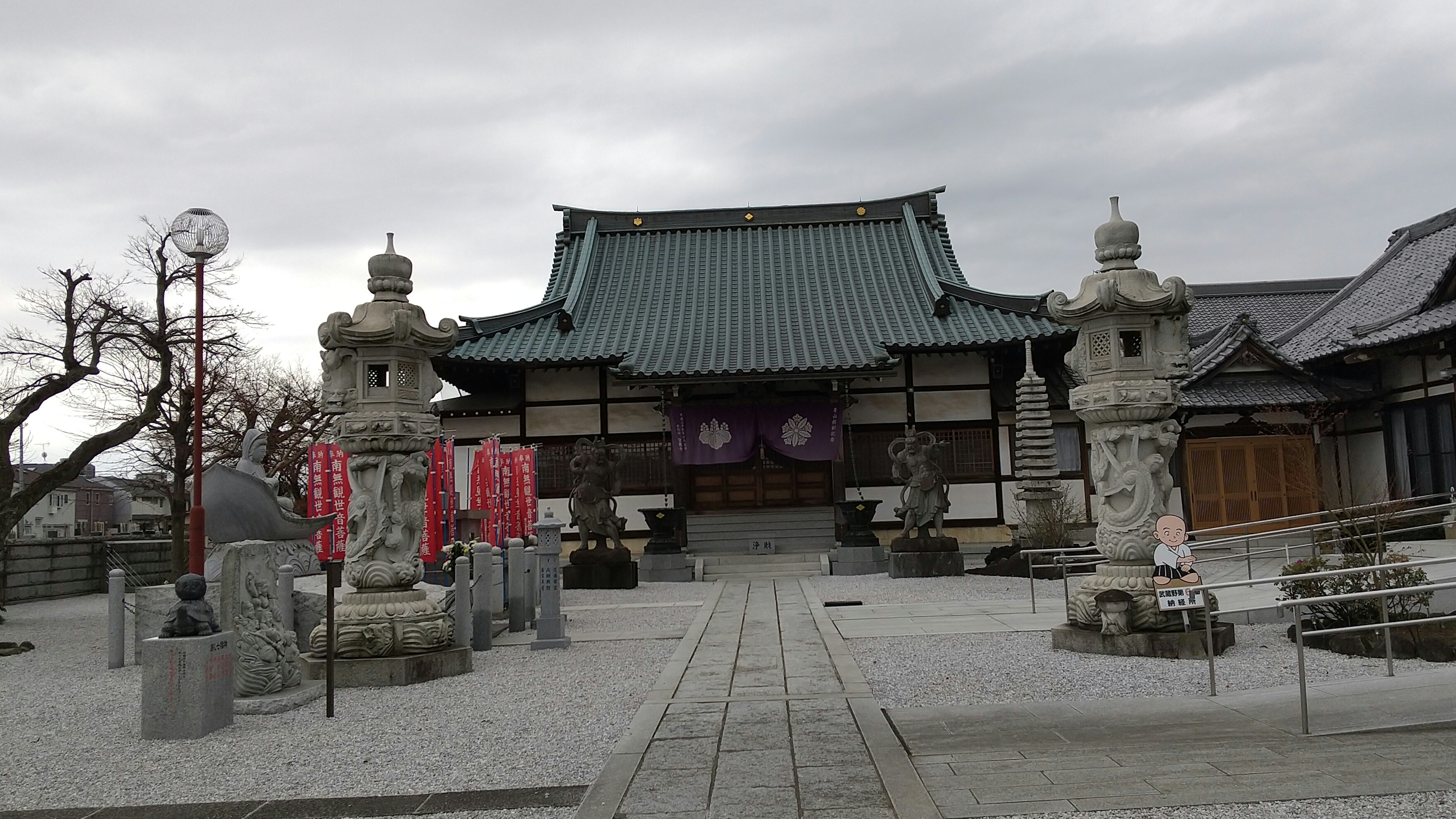
第六番 全龍寺
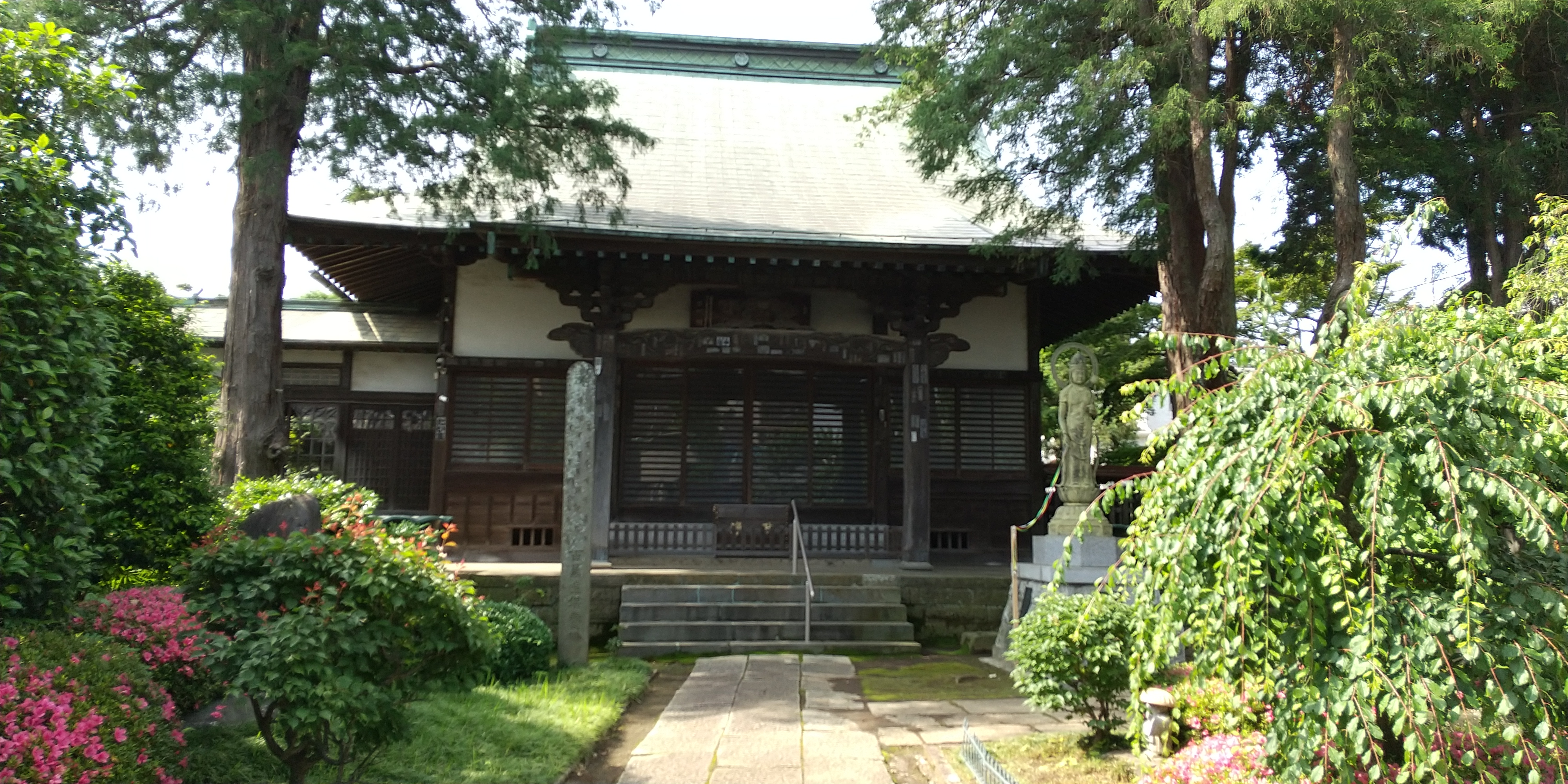
第九番 實蔵院
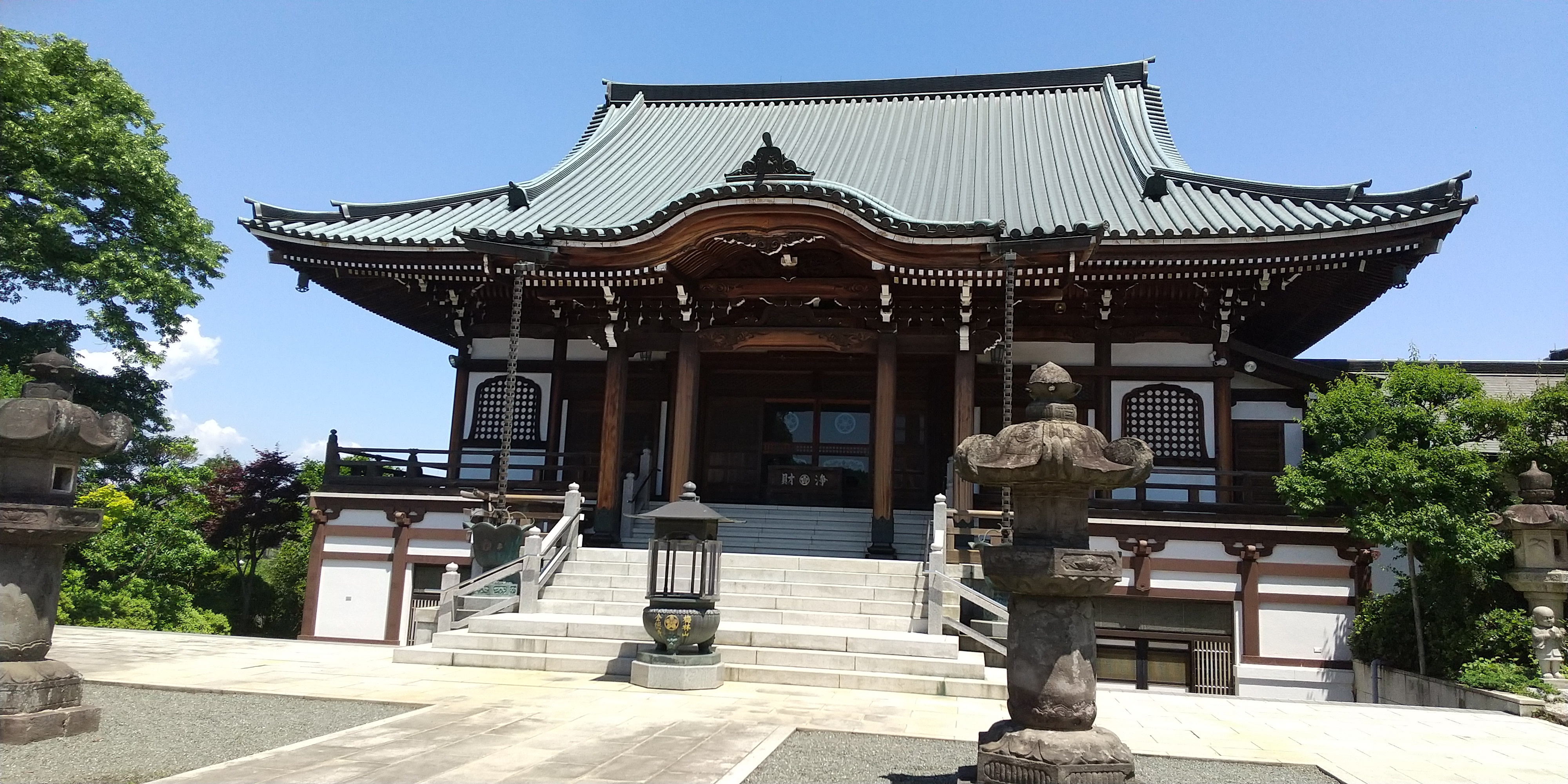
第十二番 全徳寺
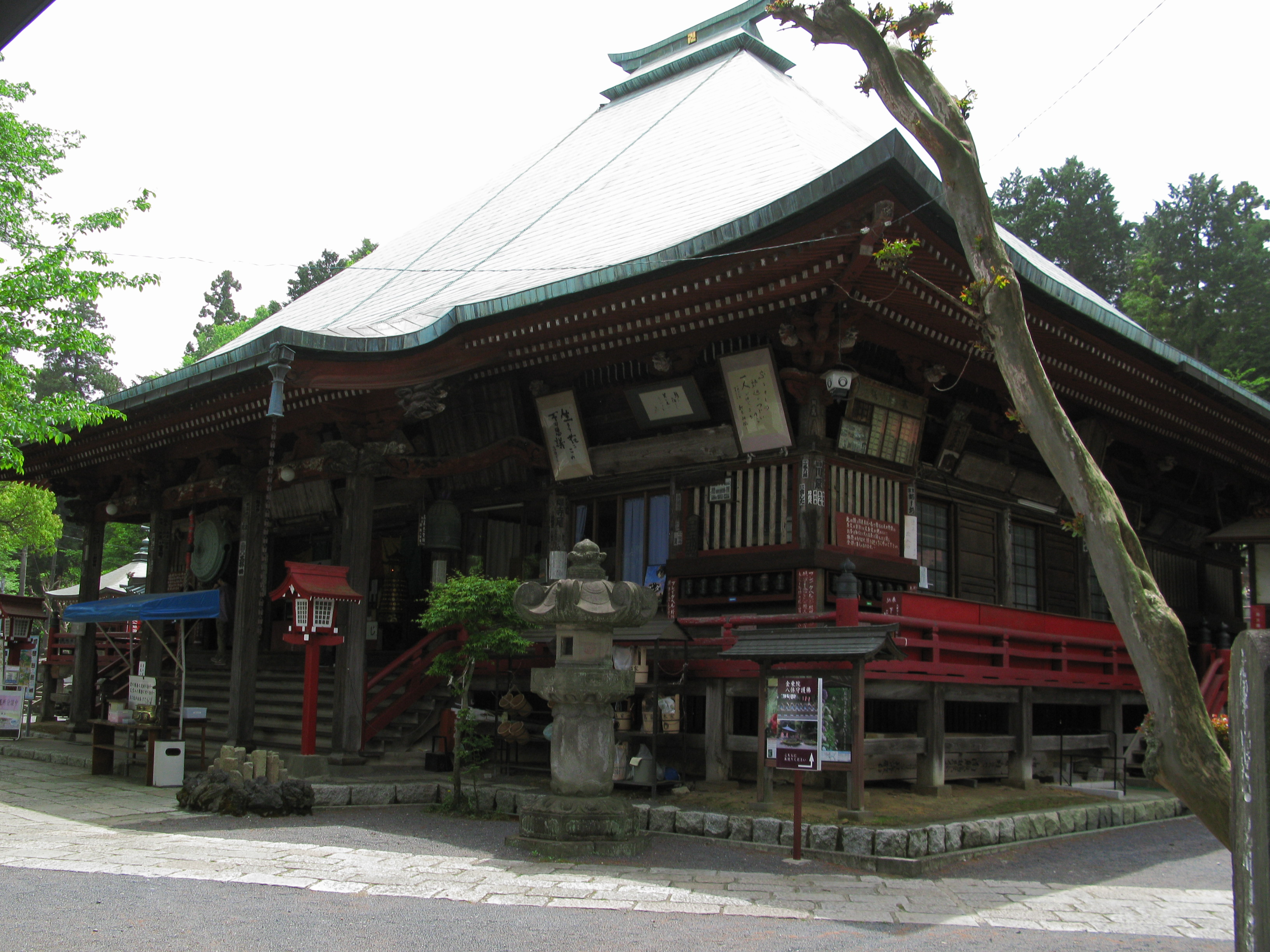
第十三番 金乗院
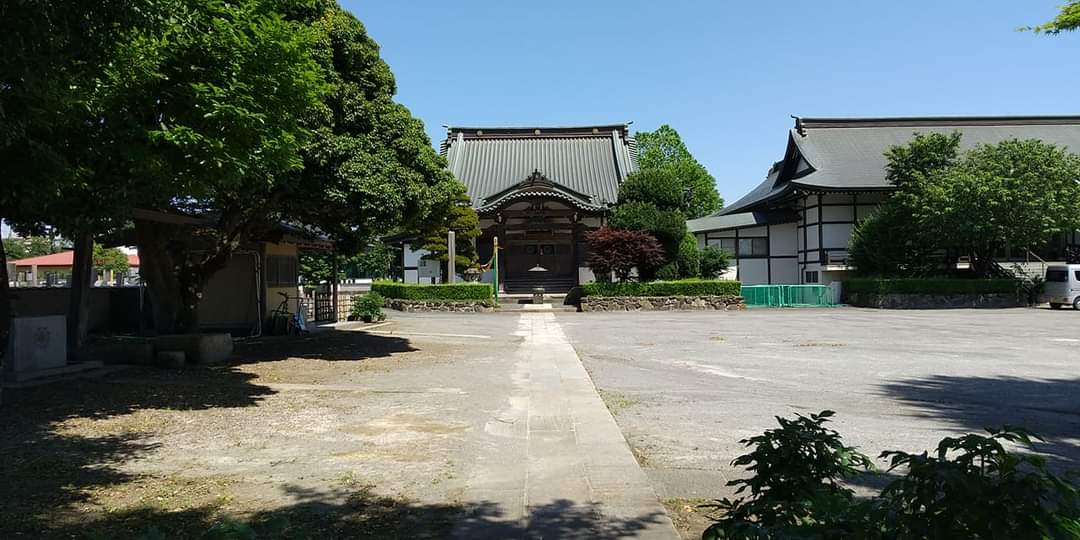
第十四番 妙善院
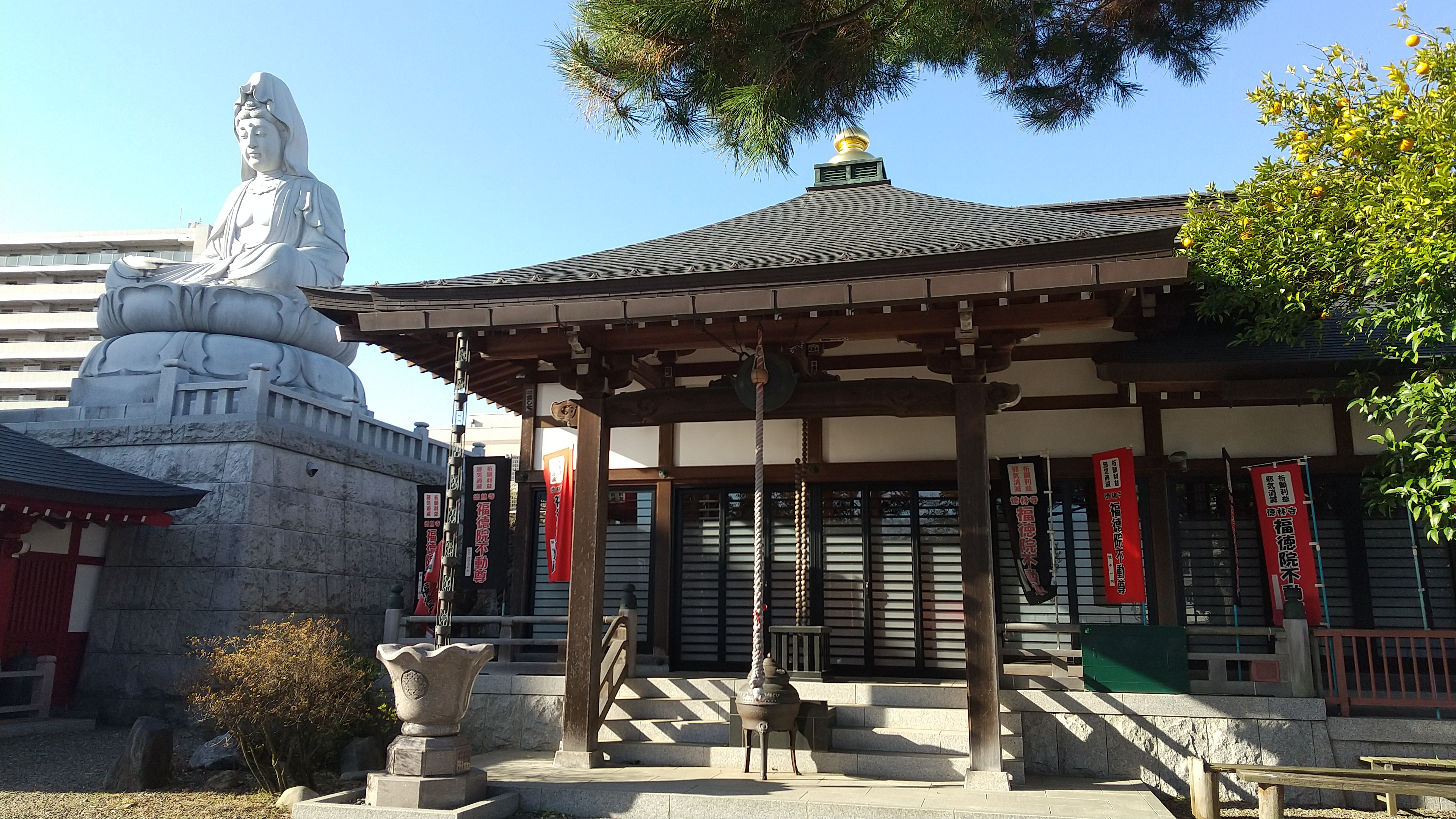
第十七番 徳林寺
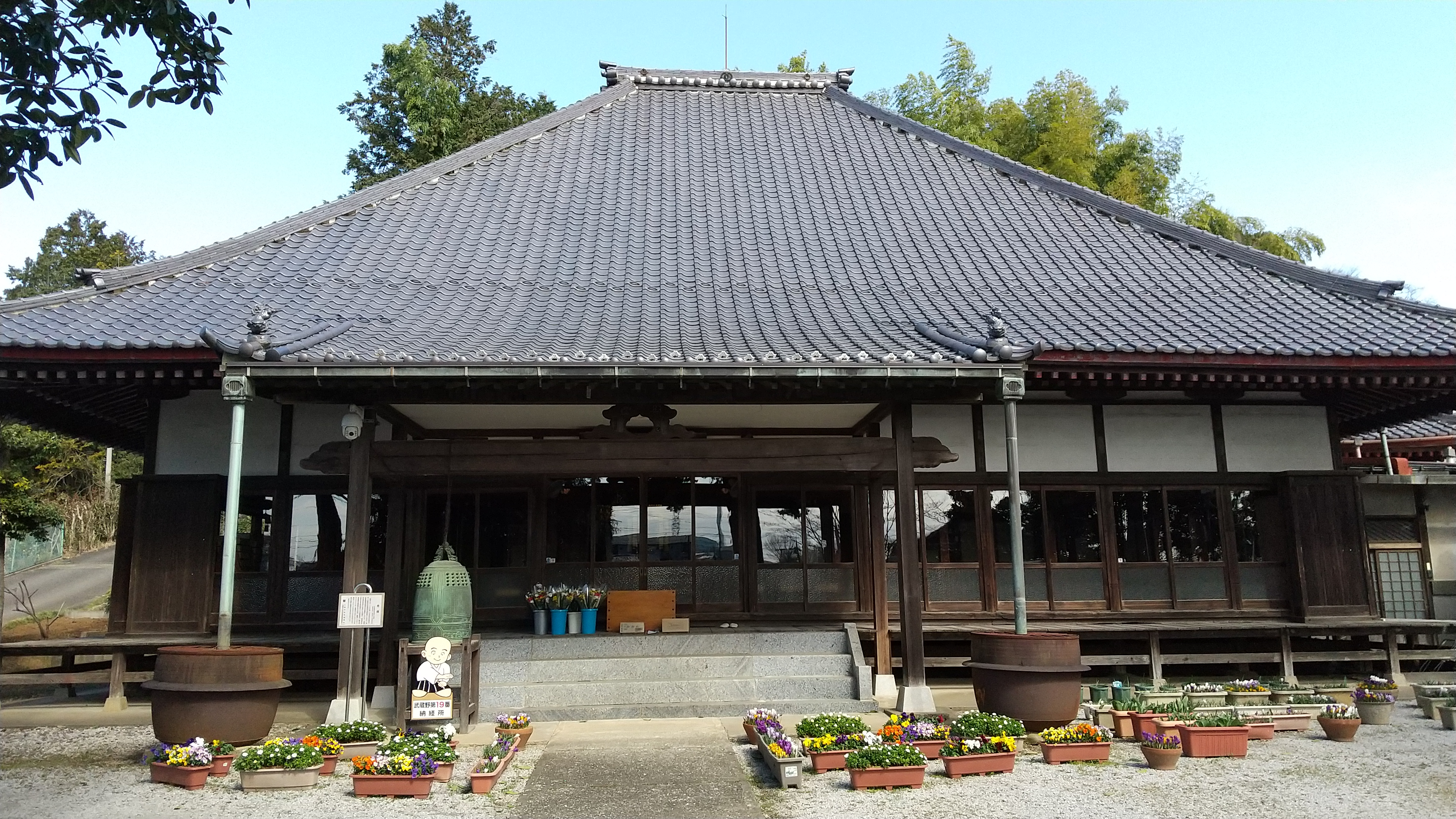
第十九番 東光寺
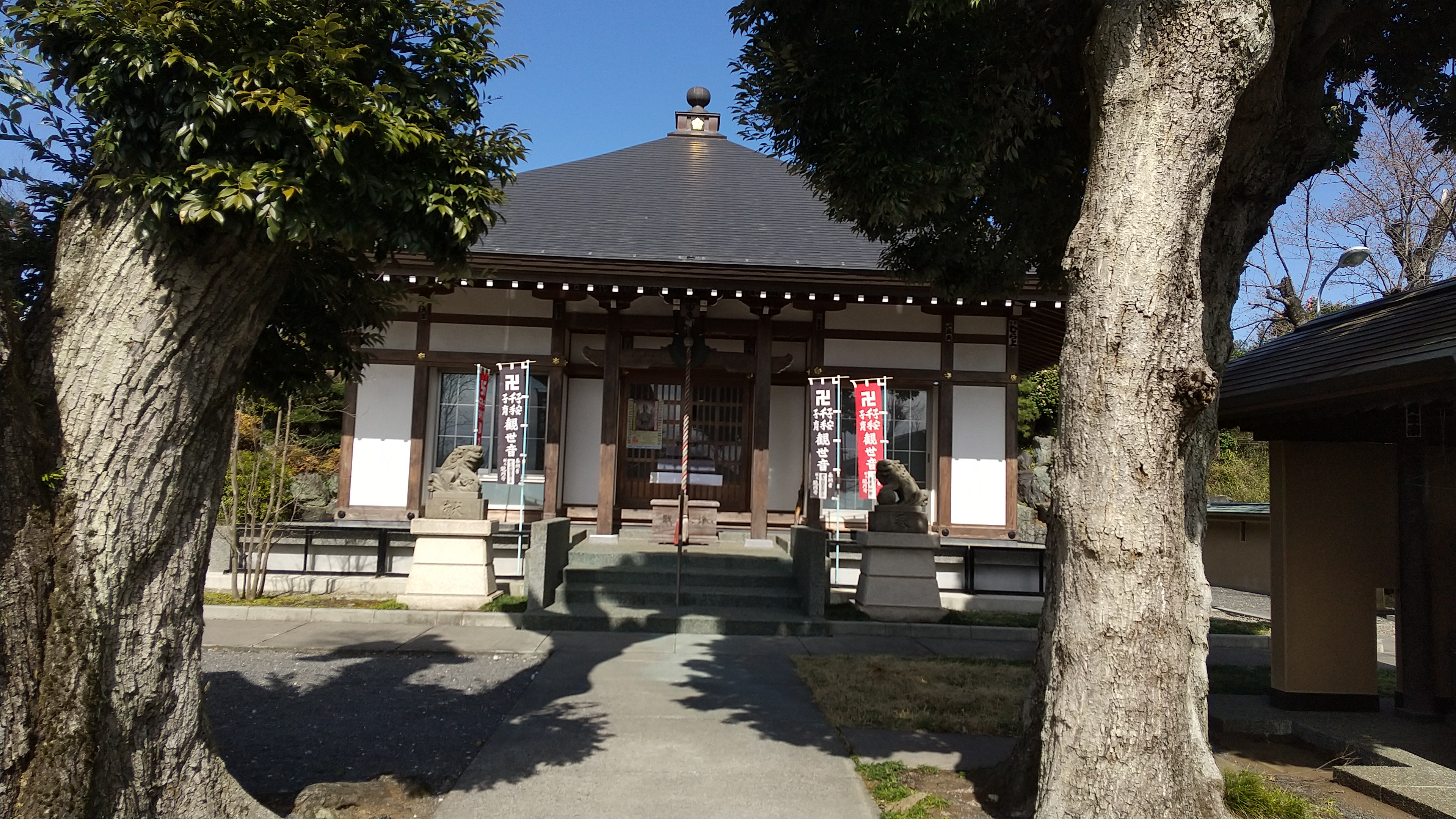
第二十番 龍圓寺
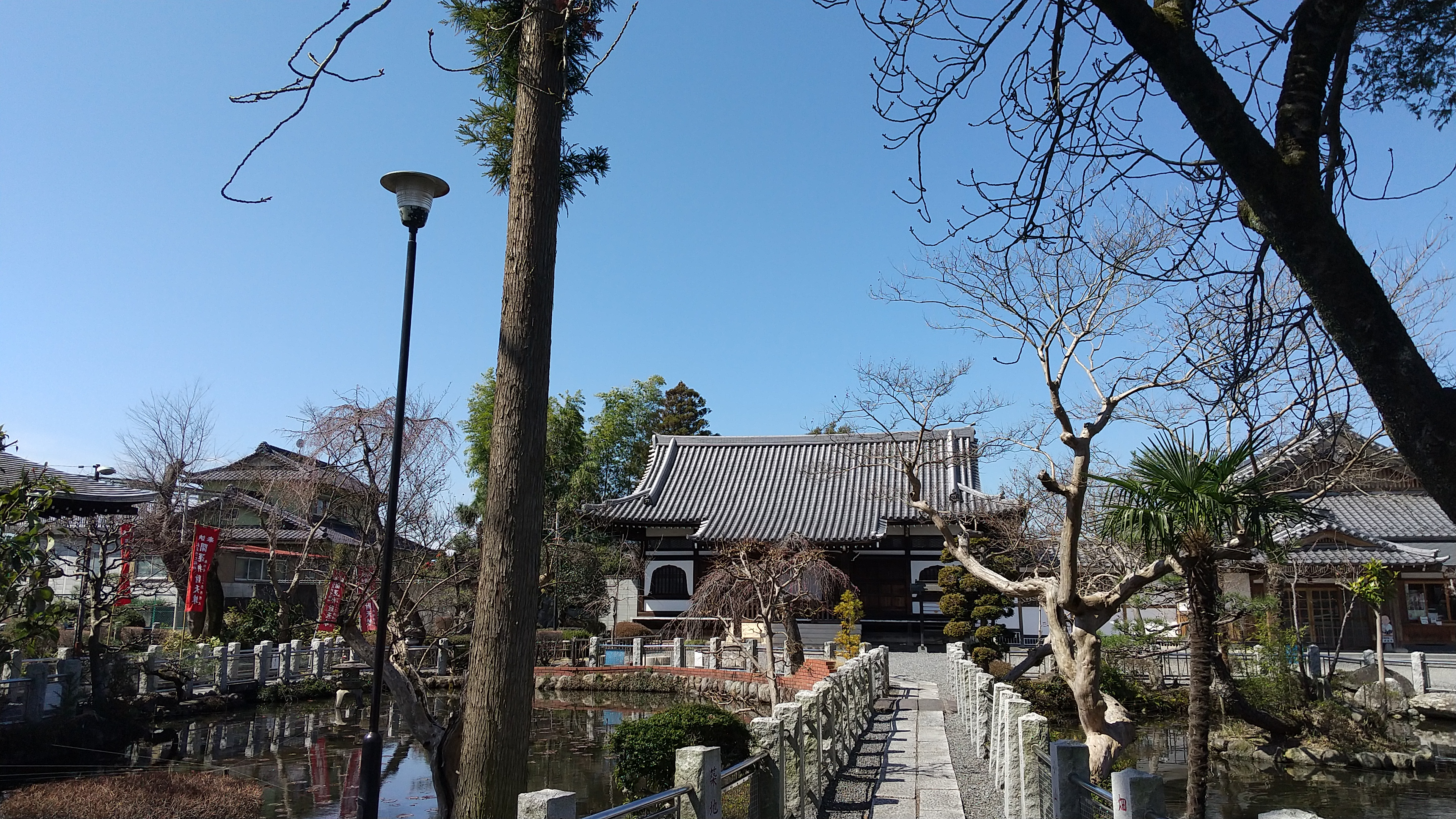
第二十二番 圓照寺
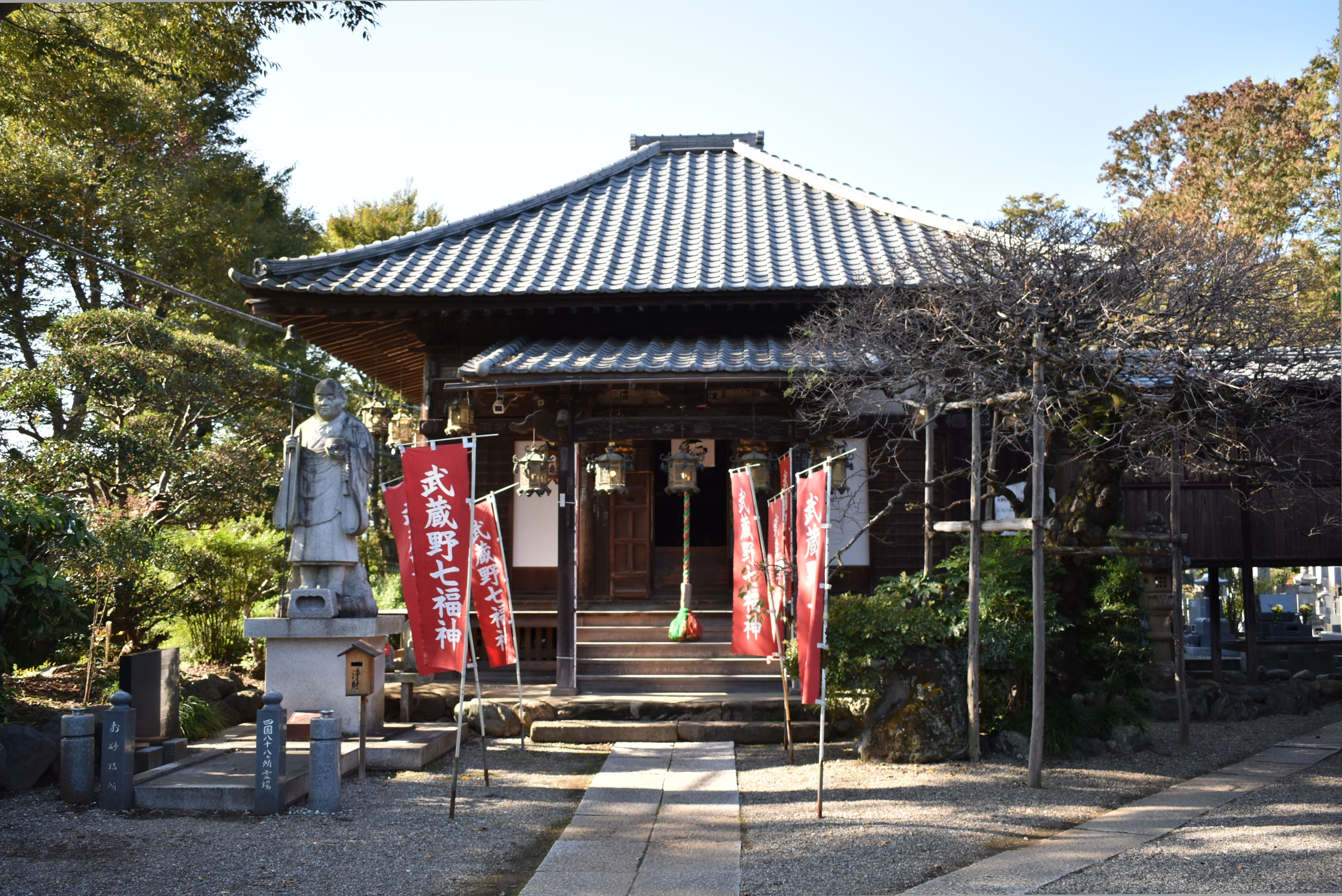
第二十四番 観音寺
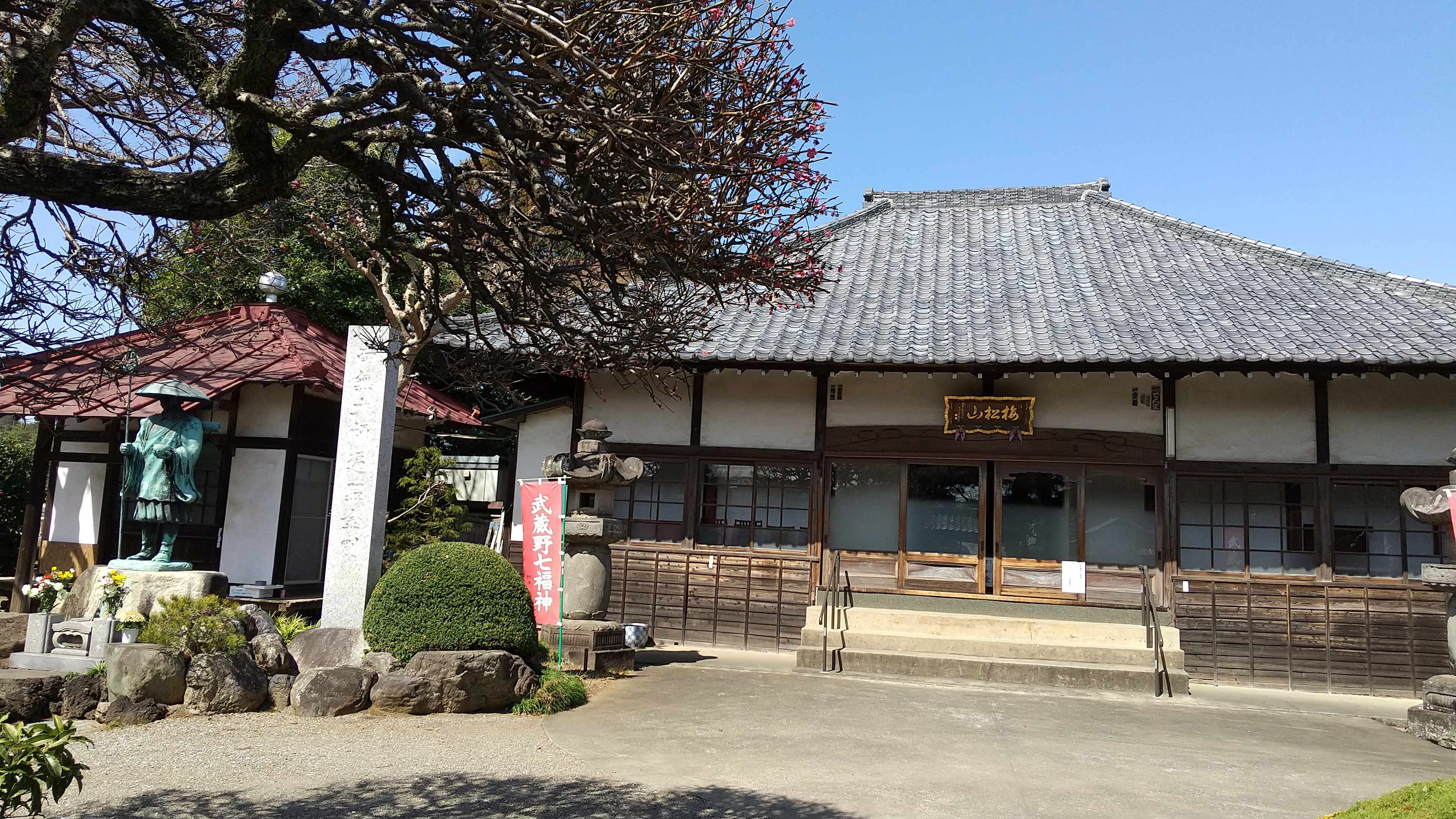
第二十五番 圓泉寺
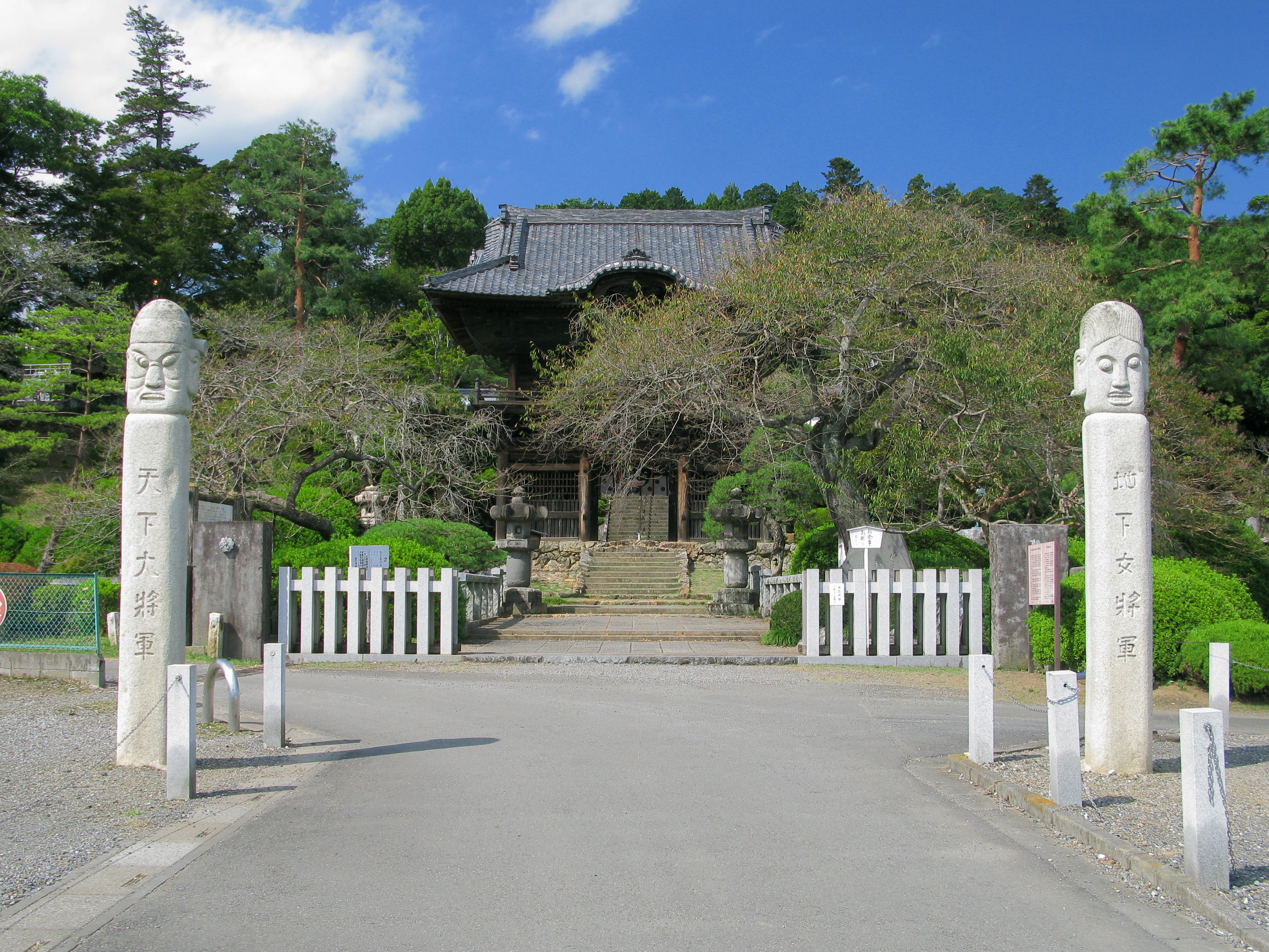
第二十六番 聖天院
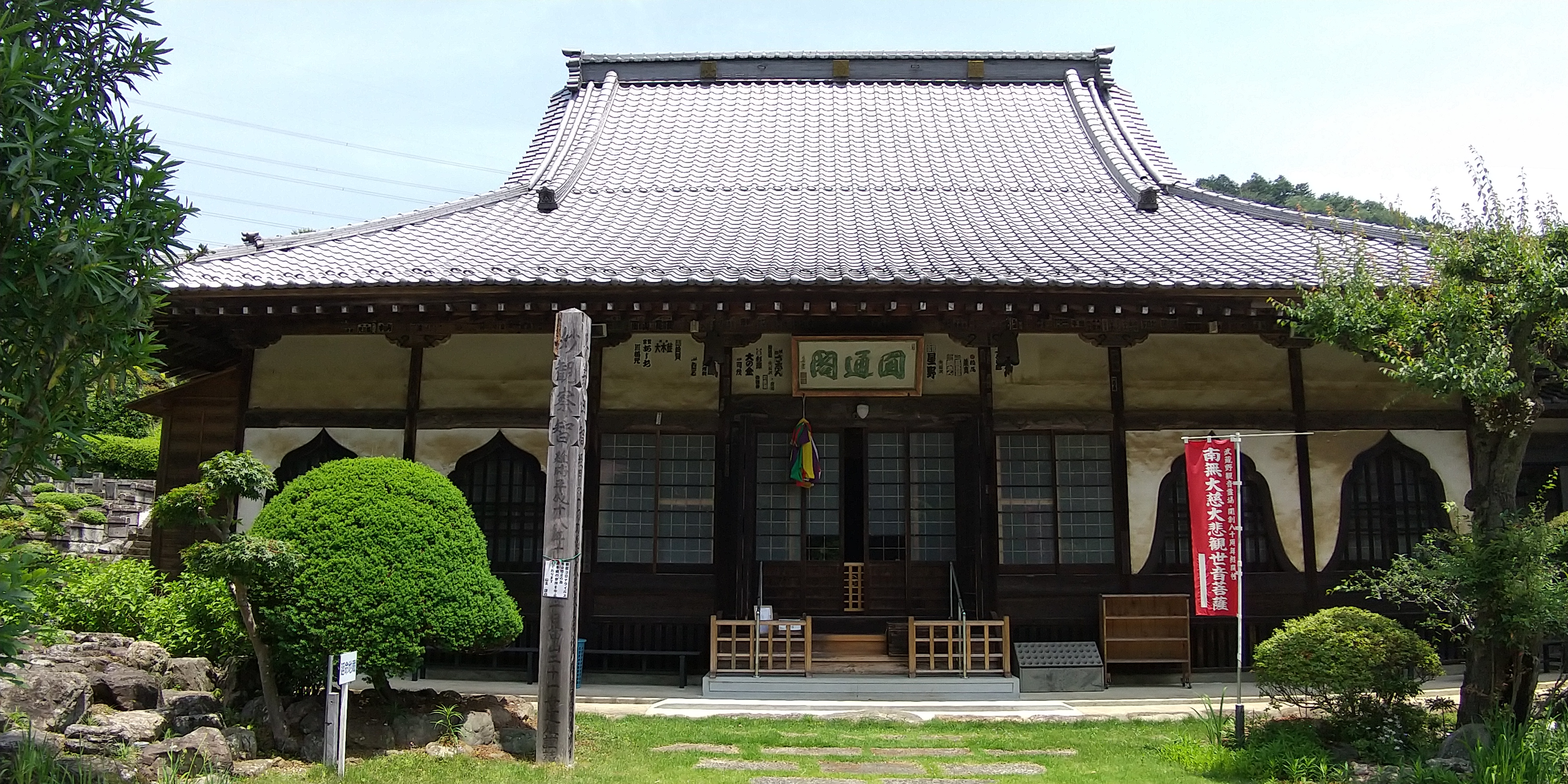
第二十九番 長念寺
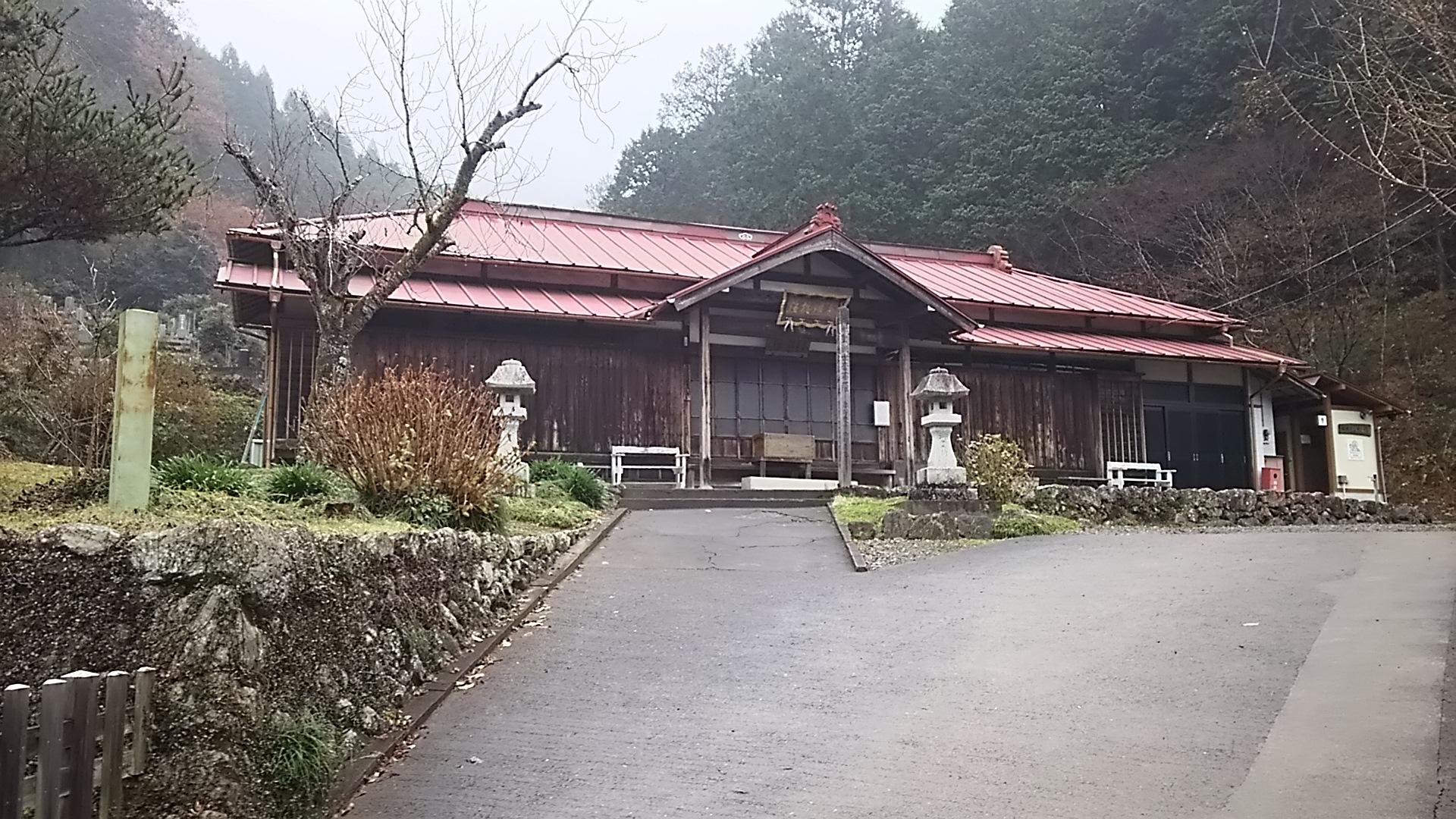
第三十番 福徳寺
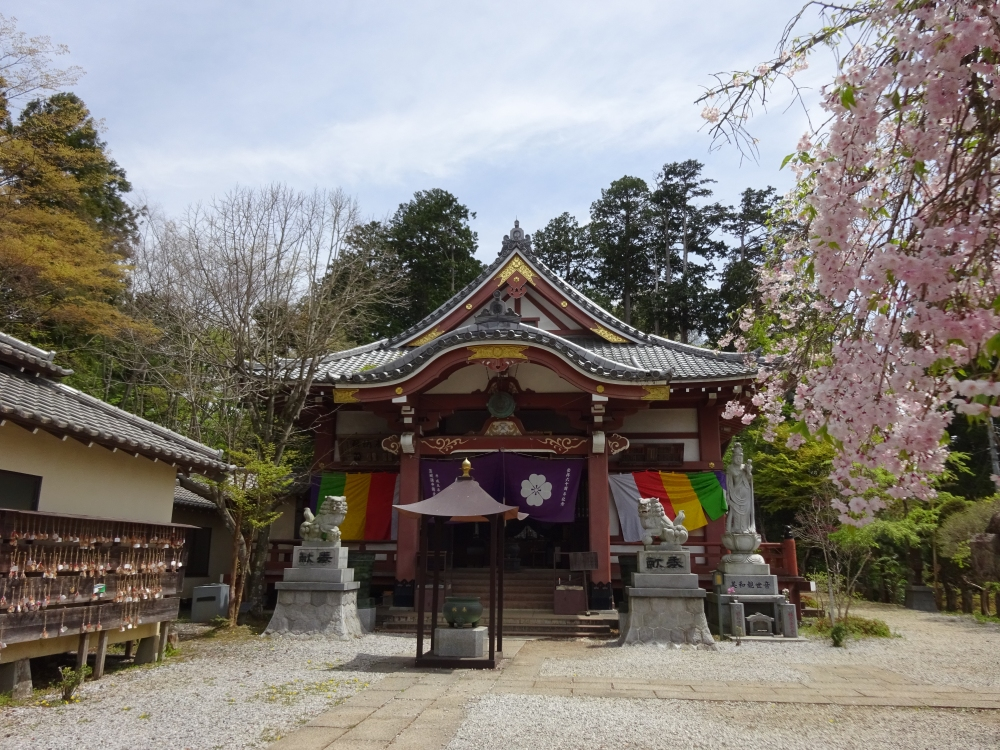
第三十二番 天龍寺 本堂
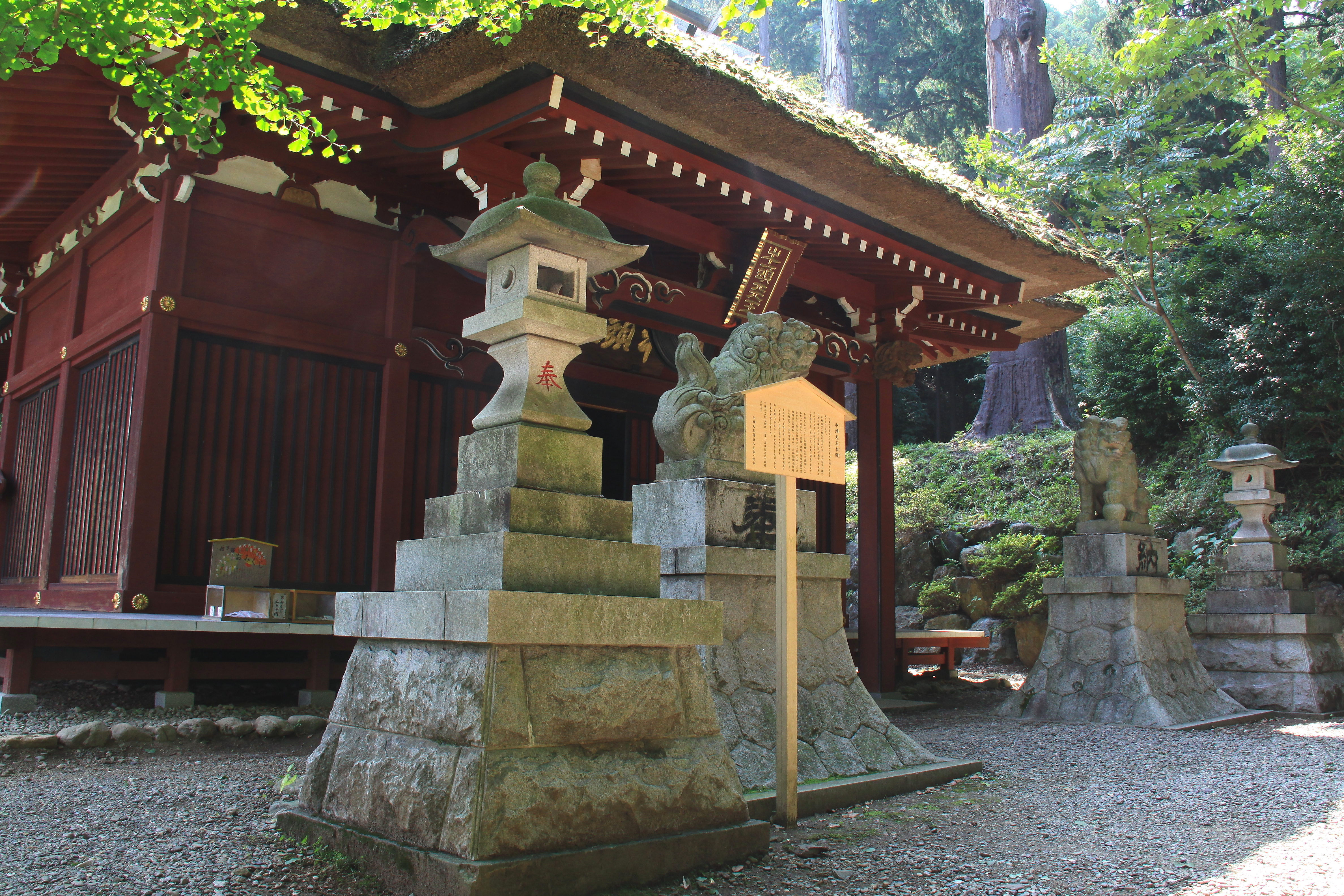
第三十三番 八王寺（竹寺）